# Бенха
Бенха (арап. بنها) је град у Египту у гувернорату Каљубија. Према процени из 2008. у граду је живело 161.263 становника.

## Становништво
Према процени, у граду је 2008. живело 161.263 становника.
| 1986.   | 1996.   | 2006.   |
| ------- | ------- | ------- |
| 115.701 | 145.792 | 158.389 |